# Trichothyse hortensis
Espèce
Trichothyse hortensis est une espèce d'araignées aranéomorphes de la famille des Gnaphosidae.

## Distribution
Cette espèce se rencontre en Namibie et en Afrique du Sud.

## Description
La femelle holotype mesure 8,8 mm.
La femelle décrite par Sankaran, Haddad et Tripathi en 2025 mesure 5,90 mm.

## Systématique et taxinomie
Cette espèce a été décrite par Tucker en 1923.

## Publication originale
- Tucker, 1923 : « The Drassidae of South Africa. » Annals of the South African Museum, vol. 19, p. 251-437 (texte intégral).